# Boss NS-2

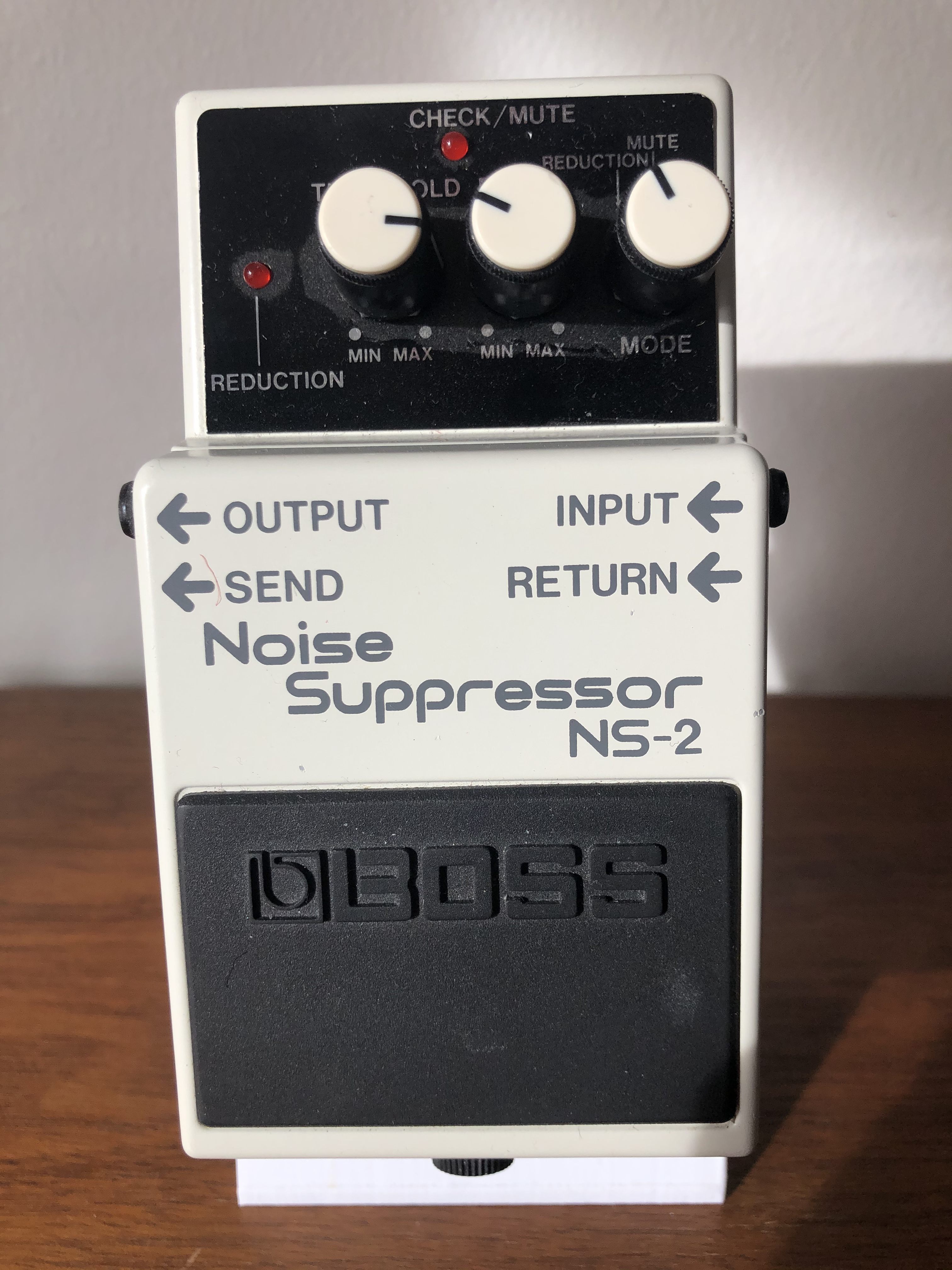
Boss NS-2.

La Boss NS-2 est une pédale d'effets de guitare développée par Boss. Elle existe depuis 1987. Il s'agit d’un noise gate.